# 고누촌
고누촌(甲奴村)은 일본 히로시마현 고누군에 설치되었던 촌이다. 현재의 미요시시의 일부에 해당한다.